# The Valley of the Giants (1919)
The Valley of the Giants is een Amerikaanse film uit 1919, geregisseerd door James Cruze.
De film is gebaseerd op de gelijknamige roman van Peter B. Kyne. 

## Rolverdeling
| Acteur          | Personage        |
| --------------- | ---------------- |
| Wallace Reid    | Bryce Cardigan   |
| Grace Darmond   | Shirley Summer   |
| William Brunton | Buck Ogilvy      |
| Charles Ogle    | Cardigan         |
| Ralph Lewis     | Pennington       |
| Kay Laurell     | Moira McTavish   |
| Noah Beery      | Black Minorca    |
| Guy Oliver      | George Sea Otter |